# Shinsuke Nakamura
Shinsuke Nakamura (中 邑 真 輔, Nakamura Shinsuke) (Nascut el 24 de febrer de 1980 a Mineyama) és un practicant d'arts marcials mixtes (MMA) i lluitador japonès. Actualment treballa a World Wrestling Entertainment, a la divisió SmackDown.
És més conegut per la seva carrera amb New Japan Pro Wrestling, on va guanyar el seu primer títol al desembre de 2003 i es va convertir en el campió de pesos pesats més jove de la història de l'IWGP a l'edat de 23 i 9 mesos. Posteriorment va guanyar el campionat d'equip IWGP amb Hiroshi Tanahashi abans de guanyar el títol de pes pesat dues vegades més. També és cinc vegades campió intercontinental de l'IWGP, un rècord d'aquest títol i ha guanyat 3 tornejos importants, la G1 Tag League amb Masahiro Chōno el 2006, el Climax G1 el 2011 i la Nova Copa Japó el 2014. El 2015, Nakamura és Membre del Saló de la Fama de l'Observer de Lluita (2015).
Va deixar la federació japonesa a finals de gener de 2016 després d'haver treballat allí durant 14 anys i es va unir a la WWE. Va guanyar l'edició 2018 del Royal Rumble.

## Carrera

### New Japan Pro Wrestling (2002-2016)
Shinsuke Nakamura es va unir a la favorable lluita de nou Japó el 2002 i va decidir mantenir el seu nom real. Va fer el seu primer joc 28 d'agost de 2002 a les NJPW Cross Road i perd contra Tadao Yasuda23. Molt ràpidament, es fa anomenar el "Super Novençà", impressionant als funcionaris NJPW i ventiladors amb la seva combinació de velocitat i portat a exécution24. A principis de 2003, s'associa regularment amb Yūji Nagata. Aquests jocs li va permetre tenir una primera oportunitat per un títol en solitari, el campionat de pes pesat de la Força Nacional de Treball, es posa partit el 13 de juny a NJPW Crush i perd contra el defensor del títol Yoshihiro Takayama25. Va participar en dos tornejos en la sèrie, el G1 Climax i G1 Tag League Blue Wolf (en) i victòries i tres, respectivament matchs27 deux26, impedint arribar a la final.
El 9 de desembre, va guanyar el seu primer títol en derrotar Hiroyoshi Tenzan per al pes pesat cinturó IWGP i es va convertir en el lluitador més jove en la història que ha guanyat aquest titre28. El 4 de gener de 2004, en la lluita del món de 2004, va vèncer en la seva primera defensa del títol, Yoshihiro Takayama en una revenja i unifica la IWGP títol pesat amb el NWF29 campionat de pes pesat. Es veu obligat a deixar la vacant el 5 de febrer a conseqüència de múltiples lesions menors. El 28 de març, al rei de pay-per-view d'Esports, que supera de nou Hiroyoshi Tenzan31. Es tracta d'obtenir el seu títol el 3 de maig durant Nexess però va perdre contra el campió defensor Bob Sapp32. Va participar novament en el torneig G1 Climax, on va arribar a la part superior del bloc A, empatat amb cinc lluitadors amb quatre victòries i quatre défaites33. Havent derrotat Masahiro Chono a participar en la final, que va perdre el 15 d'agost contra Hiroyoshi Tenzan quarts de finale34. El 24 d'octubre, va participar en un torneig per equips amb Hiroyoshi Tenzan, on els guanyadors guanyen ¥ 10 milions. Ell i Tenzan va vèncer successivament Mitsuya Nagai i Toshiaki Kawada i Negre New Japan (Shibata i Masahiro Chono Katsuyori) i va guanyar el récompense35. El 13 de novembre, quan Toukon Festival, que es va associar amb Manabu Nakanishi i perdre contra Kazuyuki Fujita i Kendo Kashin.

### World Wrestling Entertainment (2016-...)
A principis de desembre de 2015, World Wrestling Entertainment (WWE) anuncia que està interessat en Nakamura. El promotor del New Japan Pro Wrestling (NJPW), Takaaki Kidani, no vol deixar-lo anar per menys de $ 1,000,000.
Unes hores després de Wrestle Kingdom 10 el 4 de gener de 2016, es van anunciar rumors, pel que fa a A.J. Styles, Karl Anderson i Doc Gallows, la partida de Nakamura del NJPW per unir-se a la WWE. Tres dies després, revela en una entrevista amb Tokyo Sports que es va unir a la WWE al febrer de166,196. Segons MLW.com, la federació vol que Nakamura es converteixi en la cara de la Xarxa WWE al Japó per expandir el seu mercat en aquesta part del món, explicant així el seu reclutament. Per la seva banda, Nakamura justifica la seva signatura indicant que està buscant un nou repte i vol assolir noves altures amb la WWE. No obstant això, en el moment de la seva convocatòria, no s'ha signat cap contracte formal i l'examen mèdic encara no s'ha completat199. A finals de gener, signa oficialment un contracte de tres anys amb la federació.

### NXT debut i campió de doble divisió (2016-2017)
El 28 de gener, el director general de NXT, William Regal, anuncia la participació de Nakamura a NXT TakeOver: Dallas a Twitter i s'uneix a la divisió escolar WWE201. El 31 de gener, va completar les seves obligacions amb la seva antiga federació i va començar a entrenar al WWE Performance Center abans d'incorporar-se a NXT202.
Va debutar l'1 d'abril i va derrotar Sami Zayn al NGO TakeOver: Dallas. Va fer el seu segon partit televisiu vencent a Tye Dillinger l'endemà204. El 18 de maig, es va unir amb Austin Aries i va vèncer a Blake i Murphy205. A la setmana següent, Aries diu que vol guanyar el campionat de NXT, però és interrompuda per Nakamura. William Regal va trencar l'eliminatòria anunciant un partit entre ells a NXT TakeOver: The End, guanyat per Nakamura el 8 de juny de 2007. A l'adquisició de NXT: Brooklyn II, va derrotar a Samoa Joe i va guanyar el NXT Championship208. Perdre el seu títol contra Samoa Joe durant el NXT TakeOver: Toronto. En un esdeveniment en viu a Osaka, va guanyar Samoa Joe pel títol, guanyant el NXT Championship per segona vegada. A NGO TakeOver: San Antonio, perd el seu títol contra Bobby Roode. A l'adquisició de NXT: Orlando, l'1 d'abril, va perdre a Bobby Roode en una revenja pel títol. Es licita públicament al públic de NXT el 5 d'abril, aplaudiments de la llista.

### SmackDown Live debut i rivalitat amb Dolph Ziggler i Baron Corbin (2017)
Va debutar el 4 d'abril a SmackDown Live interrompent Maryse i The Miz. El 9 de maig, va ser desafiat per Dolph Ziggler per un enfrontament amb Backlash, abans de ser atacat de nou per aquest últim. En el Backlash 2017, va debutar a l'anell en derrotar a Dolph Ziggler. El 23 de maig, s'anuncia que s'enfrontarà a Baron Corbin, Dolph Ziggler, AJ Styles, Sami Zayn i Kevin Owens en un Diners en el partit de la Ladder Bank en Money in the Bank 2017. Més tard a la tarda, ell i AJ Styles va derrotar a Dolph Ziggler i Kevin Owens. El 30 de maig va guanyar amb Sami Zayn contra Baron Corbin i Kevin Owens. El 6 de juny, en viu en SmackDown, va derrotar a Kevin Owens. Al final del partit, és atacat pel Baron Corbin que li porta el seu Final dels dies. Durant el Pay-per-view del Money in the Bank 2017, perd els diners en el Match de l'escala del banc a favor del Baron Corbin després que aquest últim l'atacés durant la seva entrada218. Després d'aquesta derrota, va començar una disputa contra el Baron Corbin després de múltiples atacs les següents setmanes. El 18 de juliol va perdre amb AJ Styles contra Baron Corbin i Kevin Owens. Durant el camp de batalla 2017, derrota a Baron Corbin per desqualificació després que aquest últim li ha portat un cop baix. Al final del partit, és atacat per aquest últim que li porta un final de dies.

### Guanyador del Royal Rumble i Rivalitat amb AJ Styles per al Campionat de la WWE (2018 -...)
El 28 de gener, va guanyar el Royal Rumble (2018) 44 minuts i 25 segons transcorreguts en l'anell, de retorn a la posició 14 i l'eliminació de l'última reina romana. També va anunciar que s'enfrontarà a AJ Styles pel Campionat de la WWE en WrestleMania. És el primer lluitador japonès a guanyar un Royal Rumble i l'únic lluitador que ha guanyat el G1 Climax i el Royal Rumble en la seva carrera. El 30 de gener a SmackDown Live, Shinsuke Nakamura i AJ Styles van derrotar a Kevin Owens i Sami Zayn. El 6 de febrer a l'esdeveniment principal de SmackDown fosc, es va associar amb AJ Styles i van colpejar Baron Corbin i Jinder Mahal233. El 27 de febrer, en SmackDown Live, va derrotar a Aiden English. L'11 de març a Fastlane (2018), va derrotar a Rusev. 13 de març de Smackdown en viu, interromp AJ Styles dient que es convertirà en Campió de la WWE en WrestleMania 34. Més tard a la nit, s'estalvia AJ Styles van atacar Aiden Anglès i Rusev. El 20 de març de Smackdown en viu, és millor que Rusev, després del partit que és atacat per Rusev i Aiden English però se les arregla per prendre dessus. El 27 de març de Smackdown en viu, va derrotar a Shelton Benjamin, després del partit que AJ Styles i atacats per Gable & Benjamin, però Nakamra desfer dels dos abans de pretendre usar els seus estils de Kinshasa a burlar-se'n.